# Danau Poso
Danau Poso – jezioro tektoniczne położone na Celebesie Środkowym w Indonezji. Z maksymalną głębokością 450 m stanowi trzeci pod względem głębokości zbiornik wodny kraju (po Matana – 590 m i Toba – 529 m) i 28 (według innych źródeł 19., 22. lub 25.) najgłębsze jezioro świata.
Na południowym brzegu zlokalizowane jest miasto Pendolo, na północnym – Tentena, wiele innych leży na brzegu. Z jezioro wypływa rzeka o tej samej nazwie uchodząca do Morza Moluckiego w mieście o tej samej nazwie.
Jezioro jest cenne ze względu na występujące w nim gatunki, w znacznej części endemiczne. Występuje w nim migrujący z morza do jeziora węgorz Anguilla marmorata oraz 11 endemicznych gatunków ryb, w tym: Adrianichthys (w tym kaczorek), Mugilogobius amadi, M. sarasinorum, Nomorhamphus celebensis, Oryzias nebulosus, O. nigrimas i O. orthognathus, które są zagrożone wyginięciem lub już wyginęły. W jeziorze występuje też endemiczny gatunek słodkowodnego ślimaka Tylomelania oraz kilka endemicznych gatunków krewetek Caridina i krabów z grupy Parathelphusidae (gatunki Migmathelphusa, Parathelphusa i Sundathelphusa). W lasach można też spotkać rzadkie gatunki anoa i babyrousa i podziwiać orchidee.